# Théodore Labarre
Théodore François Joseph Labarre (n. 21 ianuarie 1809, Paris, Île-de-France, Franța – d. 9 martie 1870, Paris, Île-de-France, Franța) a fost un virtuoz la harpă și compozitor francez.
Labarre a fost elev la Conservatorul din Paris și a fost distins în 1823 cu Prix de Rome. A trăit la Paris și la Londra, însă turneele de concerte pe care le-a întreprins l-au făcut cunoscut unui public mai larg. În 1851 a devenit șeful orchestrei private a împăratului Napoleon al III-lea. Din 1867 a fost profesor de harpă la Conservatorul din Paris. 
În 1862 a fost decorat cu Légion d'honneur.

## Lucrări

### Piese pentru scenă
- Les Deux Familles, libret de Eugène de Planard, operă în trei acte, 1831, Paris
- La Révolte des femmes au sérail, balet în trei acte, 1833, Paris
- L'aspirant de marine, libret de Edmond Rochefort și Alexis Barbe Benoît Decomberousse, operă într-un act, 1834, Paris
- Le ménétrier ou les deux duchesses, libret de Eugene Scribe, operă în trei acte, 1845, Paris
- Jovitaou Lesw Boucaniers, balet-pantomimă în trei tablouri, 1853, Paris
- La Fouti, balet-pantomimă în șase tablouri, 1855, Paris
- Pantagruel, libret de Henri Trianon, opéra bouffe în două acte, 1855, Paris
- Graziosa, balet-pantomimă într-un act, 1861, Paris
- Le Roi d’Yvetot, ballet, 1865

### Scrieri
- Méthode complète pour la harpe contenant les notions élémentairs etc, suivies de 20 capricesen forme d'etude, 1844